# Distretto di Baalbek
Il distretto di Baalbek  (in arabo قضاء بعلبك ‎?) è un distretto amministrativo del Libano, che fa parte del Governatorato di Baalbek-Hermel. Il capoluogo del distretto è Baalbek.